# Nadia (film)
Nadia este un film biografic de televiziune din 1984 regizat de Alan Cooke. Prezintă viața gimnastei Nadia Comăneci.

## Prezentare
De la o vârstă fragedă, Nadia Comăneci a fost descoperită de antrenorul  de gimnastică Béla Károlyi. Károlyi și soția sa  Márta au instruit-o în școala lor pe Nadia  timp de opt ani. În cele din urmă, Nadia Comăneci a ajuns campioană mondială. În 1976, la vârsta de 14 ani, a fost prima gimnastă din lume care a primit nota zece într-un concurs olimpic de gimnastică; ea a încheiat competiția cu șapte note de 10, trei medalii de aur, una de argint și una de bronz și a devenit o celebritate în România și în întreaga lume. Cu toate acestea, presiunea a fost prea mare asupra Nadiei Comăneci. Ea a fost separată de Károlyi de către guvernul român; apoi s-a îngrășat și și-a ieșit din formă. A revenit în cele din urmă  la Campionatul Mondial de Gimnastică Artistică din 1979 (en) unde a concurat la bârnă și a obținut nota 9,95. Performanța sa a conferit României prima medalie de aur în concursul pe echipe.

## Distribuție
- Leslie Weiner ca tânăra Nadia Comăneci
- Johann Carlo ca Nadia Comăneci
- Joe Bennett ca Béla Károlyi
- Talia Balsam ca Márta Károlyi
- Conchata Ferrell ca Mili Simonescu
- Carl Strano ca Nicolae Vieru
- Jonathan Banks ca Gheorge Comăneci
- Carrie Snodgress ca Ștefania Comăneci
- Karrie Ullman ca tânăra Teodora Ungureanu
- Simone Blue ca Teodora Ungureanu
- Marcia Frederick ca Nadia Comăneci (cascadorii)

## Legături externe
- Nadia la Internet Movie Database
- Nadia la Cinemagia.ro